# Helcon texanus
Helcon texanus är en stekelart som beskrevs av Cresson 1872. Helcon texanus ingår i släktet Helcon och familjen bracksteklar. Inga underarter finns listade i Catalogue of Life.